# Piwonin
Piwonin is een dorp in de Poolse woiwodschap Mazovië. De plaats maakt deel uit van de gemeente Sobienie-Jeziory en telt 100 inwoners.